# Monte Cagno
Monte Cagno è un rilievo degli Appennini centrali che si trova in Abruzzo, nella provincia dell'Aquila, nel comune di Rocca di Cambio.

## Impronte di dinosauro
Nel 2017, su questi monti sono state rinvenute diverse impronte di dinosauro, la più grande delle quali misura 135 cm di lunghezza. L'impronta comprende il piede ed il metatarso, interpretabile come  impronta della zampa di un dinosauro accovacciato in riposo e, data la forma, è da attribuirsi ad un teropode risalente al Cretacico inferiore (tra i 125 e i 113 milioni di anni fa). L'impronta è stata rinvenuta su una superficie calcarea subverticale, situata a oltre 1900 metri di quota sul Monte Cagno, nei pressi del paese di Rocca di Cambio, in Provincia dell'Aquila.